# Unjon
Unjon (Hán Việt: Vân Điền) là một huyện của tỉnh Pyongan Bắc tại Cộng hòa Dân chủ Nhân dân Triều Tiên. Huyện giáp với Taechon ở phía bắc, Pakchon ở phía đông và đông nam, Chongju ở phía bắc và trông ra Hoàng Hải ở phía nam. Unjon được hình thành từ năm 1952 trên cơ sở các lãnh thổ của Pakchon và Chongju, về sau được tái tổ chức vào các năm 1954 và 1958.
Địa hình huyện tương đối thoai thoải, với các đồi núi thấp ở phía tây và đồng bằng ở phía nam và đông. Đỉnh cao nhất trên địa bàn là Mogusan (414 m). Đồng bằng chính là Unjon (150 km²), được tọ nên bởi dòng chảy 40 km của suối Changpochon, là chi lưu của sông Taeryong. Huyện quản lý một số hòn đảo ngoài khơi như Unmudo và Hoesungdo. Nhiệt độ trung bình năm của Unjon là 9,1 °C, trong đó trung bình tháng 1 là -7,3 °C và trung bình tháng 8 là 23,7 °C. Khí hậu của huyện ẩm hơn một chút so với những nơi khác trong nước với lượng mưa trung bình năm là 1230 mm. Khoảng 40% diện tích của huyện là đất rừng.
Khoảng 40% diện tích của Unjon là đất trồng trọt, với các cánh đồng lúa trải dài cũng như ngô, đỗ tương, lúa mì và lúa mạch. Thêm vào đó, Unjon dẫn đầu toàn tỉnh về trồng hoa quả. Ngành nuôi lợn và đánh cá cũng tồn tại bên cạnh khai thác graphit và mica. Cũng có một số nhà máy trên địa bàn. Cá mắm và xì dầu được sản xuất trên địa bàn, huyện cũng được biết đến với các sản phẩm thủ công mỹ nghệ và đồ gốm. Tuyến đường sắt Pyongui nối Unjon tới Sinuiju, Bình Nhưỡng và những nơi khác.
Năm 2008, dân số toàn huyện Unjon là 101.130 người (47.566 nam và 53.564 nữ), trong đó, dân cư đô thị là 25.912 người (25,6%) còn dân cư nông thôn là 75.218 người (74.4%).